# Juan de Padilla (músico)
Juan de Padilla (Gibraltar, c. 1 de diciembre de 1605-Toledo, 16 de diciembre de 1673) fue un compositor y maestro de capilla español.

## Vida
Juan de Padilla nació en Gibraltar, siendo bautizado el 1 de diciembre de 1605, hijo de Gregorio de Padilla, vecino de Ronda, y Juana Espinosa, vecina de Gibraltar. Estudió en el seminario de Cádiz, donde se ordenó y debió tener su formación musical, ya que no se le conocen otros estudios.
Posteriormente ocuparía el cargo de maestro de capilla en las siguientes instituciones:
- Catedral de Coria de 1624 a 1629;[5]
- Catedral de Valladolid, del 20 de octubre de 1629 al 21 de octubre de 1647;[6]
- monasterio de San Pablo en Zamora, desde por lo menos 1651;
- Catedral de Cuenca;
- Catedral de Palencia del 26 de abril de 1652 al 6 de febrero de 1654;
- Catedral de Zamora del 7 de mayo de 1661 al 27 de enero de 1663.

En 1662 Tomás Micieces, el mayor partió de Toledo debido a los numerosos problemas de dinero y disputas con el cabildo y la capilla de música. Así quedó vacante el cargo de maestro de capilla de la  Catedral de Toledo, primada de España. El cargo, uno de los más prestigiosos de España, fue ejercido por Padilla a partir del 7 de septiembre de 1663, a pesar de que no fuera nombrado oficialmente hasta el 19 de enero de 1664. Permaneció en el argo hasta su fallecimiento, el 16 de diciembre de 1673. Le sucedería Pedro de Ardanaz, procedente de la Catedral de Pamplona, tras unas exigentes oposiciones.

## Obra
Solo se conservan obras suyas en la Catedral de Valladolid. En su mayoría son motetes cortos y villancicos, aunque también se incluye un Magnificat policoral incompleto.